# 川崎直孝
川崎 直孝（かわさき ただたか、1月13日 - ）は、日本の漫画家。男性。福井県出身、愛知県名古屋市在住。

## 来歴
成人向け漫画で活動したのち、2013年に短編作品『マチノカドカラ』でメディアファクトリー主催「第9回MFコミック大賞」の「フラッパー賞」を受賞。一般連載デビュー作である『ちおちゃんの通学路』（コミックフラッパー）は2018年にアニメ化された。
SNSでは「ただたか」名義を使用し、Twitter等にアップロードした短編漫画をまとめた電子書籍『おしまい』は同名義でリリースしている。

## 作品リスト

### 一般向け漫画作品
- 『ちおちゃんの通学路』 （2014年 - 2018年、KADOKAWA『コミックフラッパー』連載、全9巻）
- 『おしまい』 （電子書籍のみ）
  1. 2020年2月5日発売、ASIN B084HF86JW
  2. 2020年8月17日発売、ASIN B08G4KWXBJ
  3. 2021年8月14日発売、ASIN B09CMTF5WX
  4. 2022年6月13日発売、 ASIN B0B41YHD4H
  5. 2023年5月9日発売、ASIN B0C4SLPC37

### 成人向け漫画作品
1. 『アとエのあいだ』 （2012年2月18日発売[6]、コアマガジン〈メガストアコミックス337〉、ISBN 978-4-86436-254-2、全1巻）
2. 『ついてきます！』 （2012年5月31日発売[7]、若生出版〈ワコーコミックス〉、ISBN 978-4-94871-432-8、全1巻）
3. 『健康すぎるっ!!』 （2013年、若生出版〈ワコーコミックス〉、電子書籍のみ、全1巻）